# 비거 스플래쉬
《비거 스플래쉬》(A Bigger Splash)는 2015년 공개된 영화이다.

## 출연

### 주연
- 틸다 스윈튼
- 랄프 파인즈
- 마티아스 쇼에나에츠
- 다코타 존슨

### 조연
- 오로르 클레망
- 릴리 맥미나미

## 기타
- 원작자: 알랭 페이지
- 책임프로듀서: 올리비에 쿠손
- 책임프로듀서: 론 핼펀
- 책임프로듀서: 마르코 모라비토
- 공동제작: 소냐 런스포드
- 미술: 마리아 듀코빅
- 세트: 타티아나 맥도널드
- 스틸포토그래퍼: 산드로 콥
- 배역: 에이비 코프먼